# Franco Fontana (calciatore 1945)
Franco Fontana (Bertonico, 24 marzo 1945) è un allenatore di calcio ed ex calciatore italiano, di ruolo libero.

## Carriera

### Giocatore
Cresciuto nelle giovanili del Monza, col sodalizio brianzolo ha disputato dodici campionati (otto in Serie B, per complessive 142 presenze fra i cadetti, e quattro in Serie C). Occupa il sesto posto fra i giocatori più presenti nel Monza in incontri di campionato.

### Allenatore
Cessata l'attività agonistica, ha brevemente guidato lo stesso Monza nel finale della stagione 1980-1981, e successivamente il Verona in Serie B nella stagione 1993-1994.

## Palmarès

### Giocatore

#### Competizioni nazionali
- Serie C: 2

Monza: 1966-1967, 1975-1976
- Coppa Italia Semiprofessionisti: 2

Monza: 1973-1974, 1974-1975

#### Competizioni internazionali
- Coppa Anglo-Italiana: 1

Monza: 1976